# Filadelf de Bizanci
Filadelf de Bizanci (en grec antic: Φιλάδελφος) mort l'any 217, va ser bisbe de Bizanci.
Se sap que va ocupar el càrrec després de què l'església de Bizanci fos regida per un sacerdot del que no se'n sap el nom. Podria ser Marc I, però no és segur. Va ser bisbe durant sis anys, del 211 al 217. El va succeir Ciríac I.